# Sudice (Moravia-Slesia)
Sudice (in polacco Sudzice, in tedesco Zauditz) è un comune della Repubblica Ceca facente parte del distretto di Opava, nella regione della Moravia-Slesia.